# 乔尔纳亚溪
乔尔纳亚溪（俄语：Чёрная Речка）或杜门川（日语：／）是萨哈林州托马里区的河流，源起南卡梅绍维山脉，长32公里，流域面积143平方公里，注入鞑靼海峡。